# Caicobado I
Aladino ou Aladim Caicobado ibne Caicaus [carece de fontes?] (em (árabe e persa: علا الدين كيقباد بن كيكاوس; Ala al-Din Kayqubad bin Kayka'u), mais conhecido como Aladim Caicobado I, Aladino Caicobado I (em turco: I. Alâeddin Keykubad), Caicobado I (em latim: Caicobadus I), Aladino, o Grande, Aladino Magno (em latim: Haladinus Magnus), foi o sultão seljúcida de Rum que reinou entre 1220 e 1237.
Durante o seu reinado, expandiu as fronteiras sultanato à custa dos seus vizinhos, particularmente do beilhique de Mengücek e do Império Aiúbida, e estabeleceu uma presença seljúcida no Mediterrâneo através da aquisição do porto de Kalon Oros, o qual foi rebatizado de Alaia em sua honra. O sul da Crimeia esteve sob o seu domínio durante um breve período, como resultado de uma campanha contra o porto do mar Negro de Sudak. O sultão é lembrado atualmente pelo rico legado arquitetónico e pelo brilhantismo da cultura que floresceu na sua corte.
O reinado de Aladino representou o apogeu do poderio e influência seljúcida na Anatólia e o ele próprio foi considerado um dos mais ilustres membros da sua dinastia. No período seguinte à invasão Império Mongol, em meados do século XIII, o seu reinado era frequentemente visto pelos habitantes da Anatólia como uma idade dourada, e os novos governantes dos beilhiques (beyliks) procuraram justificar a sua própria autoridade com pretensos laços de sangue com Caicobado.

## Biografia
Caicobado foi o segundo filho do sultão Caicosroes I, que lhe concedeu o título de maleque e o governo da cidade de Tocate, no centro-norte da Anatólia, quando ele ainda era muito novo. Quando o sultão morreu em 1211, na Batalha de Antioquia do Meandro,[a] Aladino e o seu irmão mais velho, Caicaus I, lutaram pela posse do trono. Caicobado começou por conseguir algum apoio nos vizinhos do sultanato: Leão II do Reino Arménio da Cilícia e Tugril Xá, o tio do seu irmão e governante independente de Erzurum. No entanto muitos dos emires e a poderosa aristocracia rural do sultanato apoiavam Caicaus e Caicobado foi forçado a fugir para a fortaleza de Ancara, onde procurou a ajuda da tribos turcomenas de Castamonu. Foi rapidamente capturado e encarcerado pelo seu irmão numa fortaleza da Anatólia ocidental. Após a morte súbita de Caicaus, em 1219 ou 1220, Aladino foi libertado e sucedeu ao seu irmão no trono do sultanato.

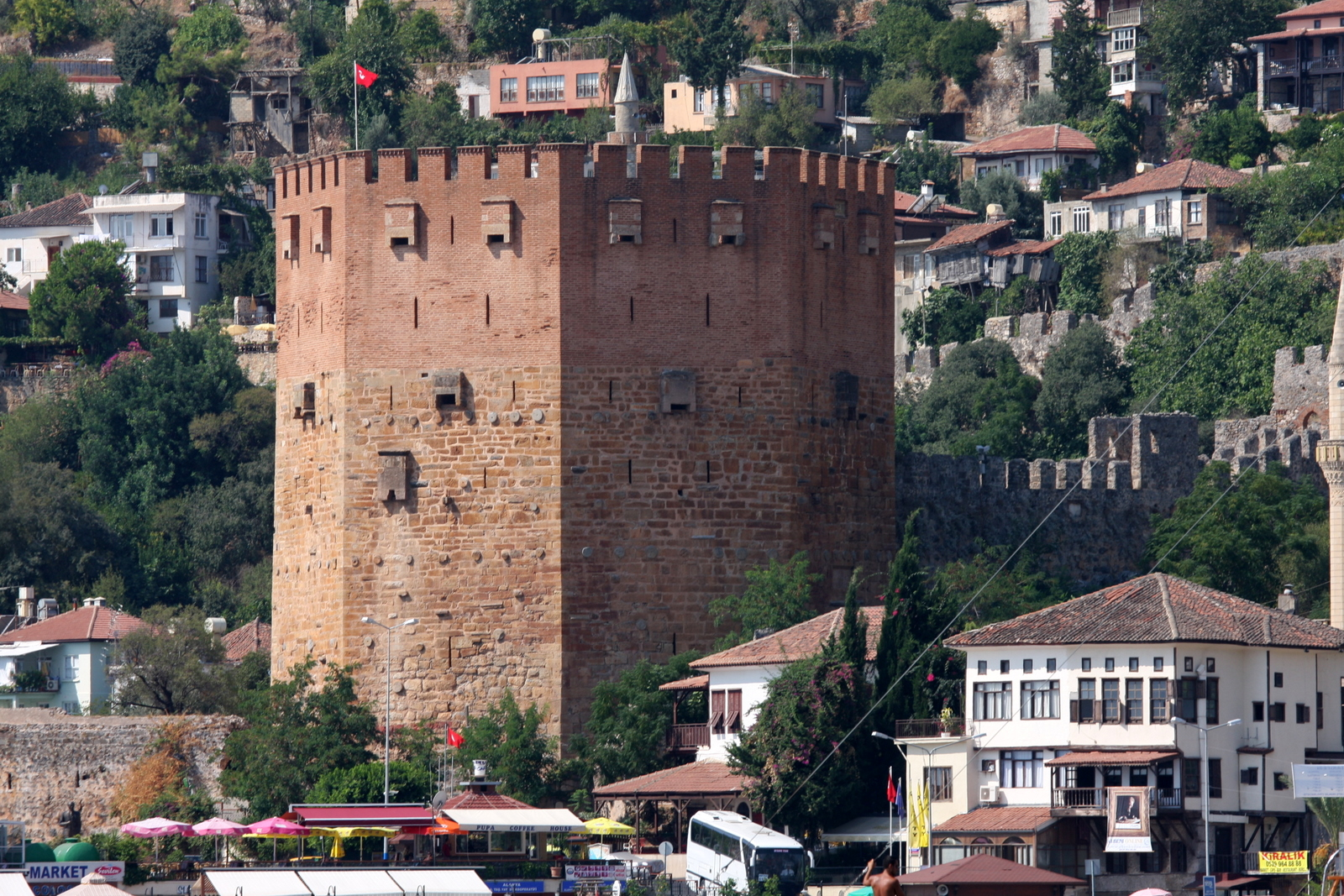
A Kızıl Kule (Torre Vermelha), mandada construir por Caicobado em Alânia, a sua capital de inverno

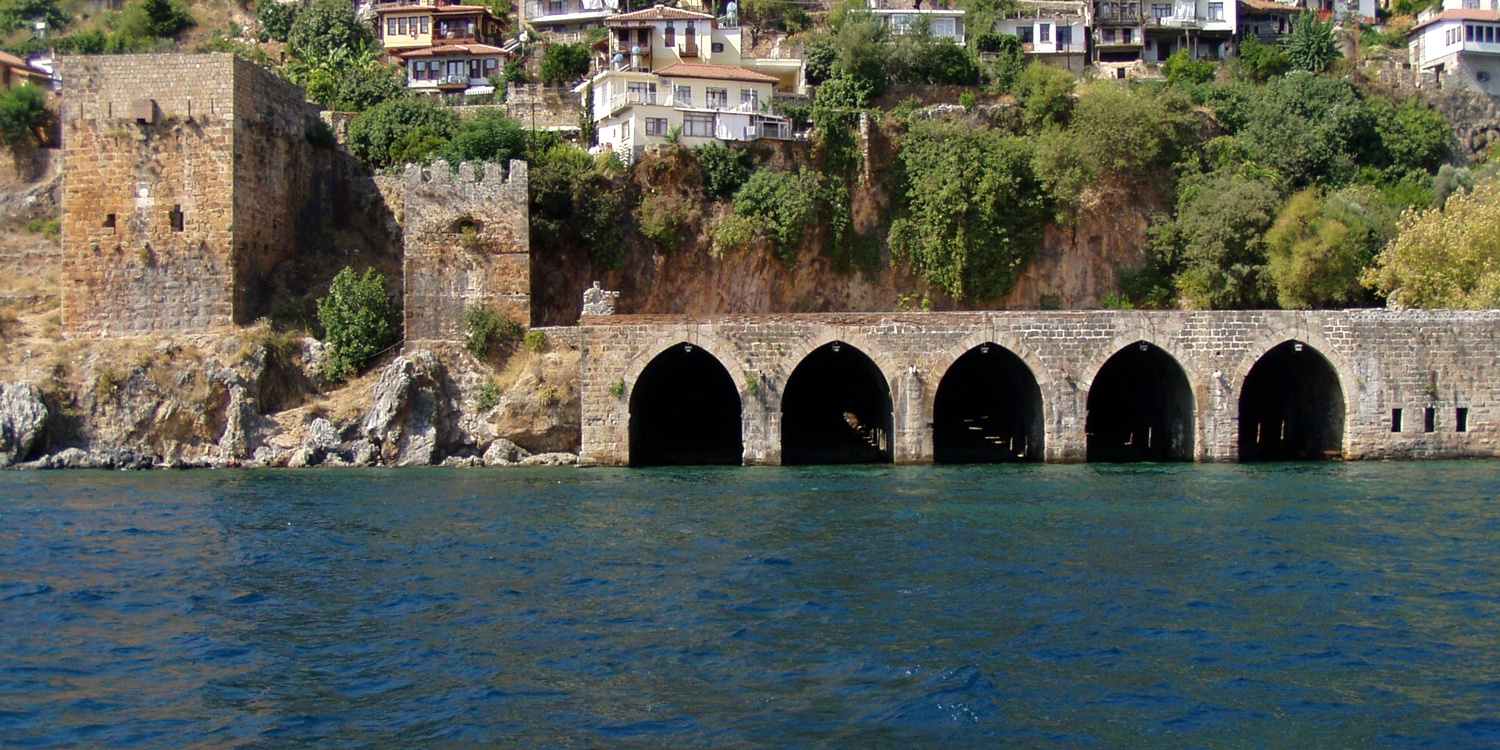
A tersane (estaleiro naval), outra das obras de Caicobado em Alânia

Na política externa, o Reino Arménio da Cilícia foi reduzido e passou a ser vassalo do sultanato. O sultão fixou turcomanos nas fronteiras dos Montes Tauro, numa região que se viria a chamar İçel. Estes turcomanos viriam estabelecer o Beilhique da Caramânia no final do século XIII.
Em 1227 e 1228, Caicobado avançou para a Anatólia oriental, onde a chegada de Jalal ad-Din Mingburnu, que fugia da destruição do seu Império Corásmio pelos mongóis, tinha provocado uma situação política muito instável. O sultão derrotou os artúrquidas e aiúbidas e integrou o emirado de Mengücek no sultanato, capturando as fortalezas de Hısn Mansur, Kahta, e Çemişgezek ao longo do seu avanço. Além disso, esmagou uma revolta do Império de Trebizonda e, apesar de falhar a conquista da sua capital, forçou os comnenos a renovarem os seus votos de vassalagem com o sultanato.
Ao princípio Caicobado procurou fazer uma aliança com o seu familiar turco Jalal ad-Din Mingburnu contra a ameaça mongol. A aliança não se concretizou e Jalal tomou a importante fortaleza de Aquelate. Aladino acabou por derrotar Jalal nas batalhas de Yassı Çemen, Sivas e Erzinjane em 1230. Depois da vitória, avançou ainda mais para leste, estabelecendo o domínio seljúcida sobre Erzurum, Aquelate e o lago de Vã, antes na posse dos aiúbidas. Os artúrquidas de Diarbaquir e os aiúbidas da Síria reconheceram a sua soberania. Também conquistou diversas fortalezas na Geórgia, cuja rainha pediu paz e ofereceu em casamento a sua filha Tamar, que se casou com o filho de Caicobado que viria a ser o sultão Caicosroes II.
Consciente da presença e poder crescente dos mongóis nas fronteiras do Sultanato de Rum, reforçou as defesas e fortalezas nas províncias orientais. Morreu relativamente jovem em 1237.

## Família

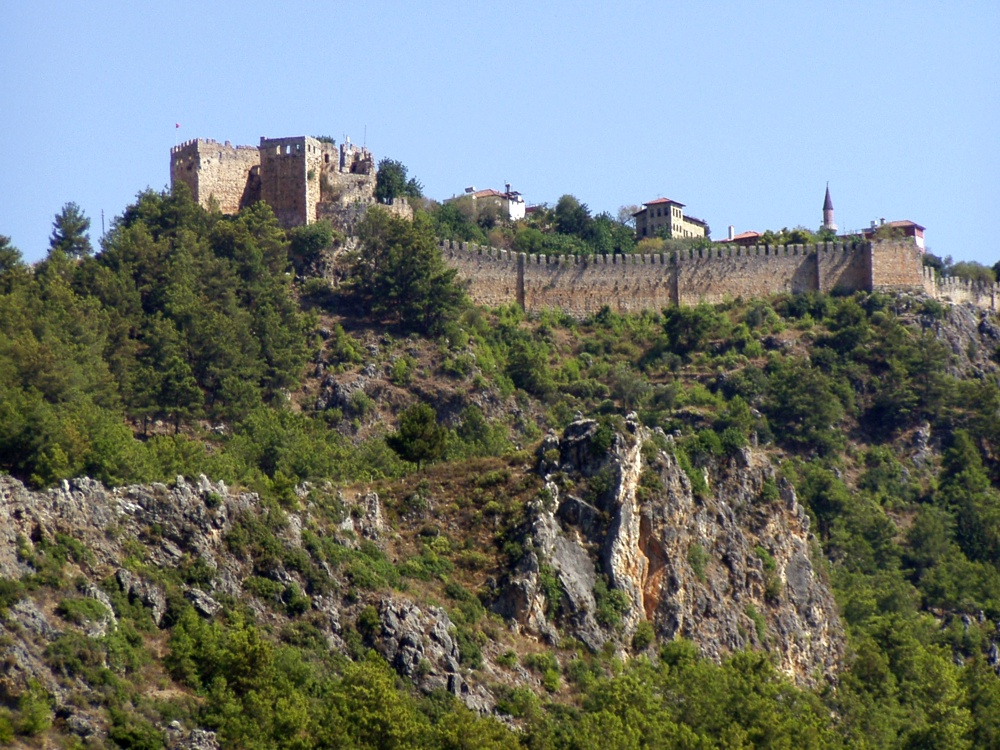
A cidadela de Alânia, renovada por Caicobado e usada como palácio de inverno

Caicobado teve três filhos: Izz al-Din e Rukn al-Din, filhos da sua esposa aiúbida, e Caicosroes II, o mais velho, filho da esposa arménia Cunate Catum. Esta última era filha do nobre arménio Kir Fard, o governador da fortaleza de Calonoro (atual Alânia) que lhe entregou a sua cidade em troca do feudo seljúcida de Akşehir.
Caicobado começou por fazer os seus súbditos jurar fidelidade ao filho Izz al-Din, mas os emires em geral preferiram reunir-se em volta do mais poderoso Caicosroes. Não sendo clara a sucessão, várias fações irromperam em conflito depois da morte de Caicobado.

## Legado arquitetónico
Caicobado patrocinou uma grande campanha de construção ao longo da Anatólia. Mandou reconstruir cidades e fortalezas, e mandou edificar várias mesquitas, madraçais, caravançarais, pontes e hospitais, muitos dos quais foram preservados até à atualidade. Além de completar a construção do palácio seljúcida em Cónia, construiu o Palácio de Caicobado, à beira do lago Beyşehir, e o Palácio de Caicobado, perto de Kayseri. Outra obra digna de registo em Kayseri é a mesquita e külliye (complexo religioso, social e cultural) de Cunate Catum, mandado construir pela sua esposa arménia Maperi Cunate Catum.